# Sukamurni (Sukakarya)
Sukamurni is een bestuurslaag in het regentschap Bekasi van de provincie West-Java, Indonesië. Sukamurni telt 7111 inwoners (volkstelling 2010).